# Musculus longissimus
De musculus longissimus of langste spier is een van de diepe spieren van de rug, die het tweede deel van de musculus erector spinae vormt. Hij kan zelf onderverdeeld worden in 3 aparte spiergroepen:
- musculus longissimus thoracis
- musculus longissimus cervicis
- musculus longissimus capitis